# Anette
Az Anette (アルプス物語　わたしのアンネット; Arupuszu monogatari vatasi no Annetto; Hepburn: Arupusu monogatari watashi no Annetto / Alps monogatari watashi no Annette; Alps monogatari vatasi no Annette) japán animesorozat, amely a Nippon Animation World Masterpiece Theater sorozatának tagja. A forgatókönyvet Patricia St. John Nyomok a hóban című gyermekkönyve alapján Josida Kendzsi és Ócuka Hirosi írta, az animét Kuszuba Kózó rendezte, zenéjét Hirosze Rjóhei szerezte. Japánban 1983. január 9. és 1983. december 25. között a Fuji TV-n volt látható, Magyarországon 1995. július 15. és 1996. június 8. között a TV–1 tűzte műsorára.

## Cselekmény
A történet az 1900-as évek elején, egy kis svájci faluban, Rossinière-ben játszódik, főszereplője három gyermek: Anette Burnier, legjobb barátja, Lucien Morell és öccse, Dani Burnier. Anette és Lucien kisgyermek koruk óta a legjobb barátok, ám vidám gyerekkorukat beárnyékolja, hogy Dani születésekor Anette elveszíti az édesanyját és rá hárul a feladat, hogy felnevelje a kisfiút. Az apa, Pierre rengeteget dolgozik, hogy el tudja tartani a családot, s a felesége által hagyott űrt nagynénje, Martha néni meghívásával pótolja, akire Anette nagymamájaként kezd tekinteni. Anette és Lucien alkalmankénti gyerekes összezördüléseik ellenére is nagyon jó barátok maradnak. Egyszer azonban szörnyű tragédia történik, mely kettétöri barátságukat: Lucien hibájából Dani egy szakadékba zuhan, s bár a kisfiú csodával határos módon túléli, úgy tűnik, soha nem fog tudni járni. Mikor már-már enyhülne a kettejük közötti harag, Anette súlyos hibát követ el, amikor irigységből összetöri Lucien faragott lószobrát. Végül az átélt megpróbáltatások megenyhítik a gyerekek szívét és a megbocsátás felé viszik őket. Lucien, hogy feloldozza magát bűne alól, mindent megtesz, hogy megtalálja azt az orvost, aki képes lesz meggyógyítani Dani lábát. Az Anette egy magával ragadó történet a barátságról és a megbocsájtásról.

## Szereplők

### Burnier család
Anette Burnier (Annette)
Szinkronhangja: Han Keiko  (japán), Györgyi Anna (magyar)
A sorozat egyik főszereplője, Lucien barátja kisgyerek koruk óta. Nagyon makacs természetű, emiatt sokat veszekszik Luciennel, de ennek ellenére jól nevelt és melegszívű. Édesanyja elvesztése után oroszlánrészt vállal öccse, Dani nevelésében.
Daniel Burnier (Dani)
Szinkronhangja: Muroi Mijuki  (japán), Bor Zoltán (magyar)
Anette öccse, akinek lábtöréses balesete a sorozat központi eleme. Nővéréhez hasonlóan makacs természetű, de korának megfelelően naiv és kíváncsi.
Pierre Burnier
Szinkronhangja: Kobajasi Oszamu  (japán), Kassai Károly (magyar)
Anette és Dani édesapja, aki felesége elvesztése után igyekszik a család minden terhét a vállára venni és sokat dolgozik. Mint Rossinière-ben sok család, ő is tehenészettel foglalkozik.
Francine Burnier
Szinkronhangja: Maszujama Eiko  (japán), Andresz Kati (magyar)
Anette és Daniel édesanyja. Dani születésekor belehal a szülésbe.
Bundás
A Burnier család kutyája. Fajtája német juhász.
Miki (Klaus)
Egy hermelin, amit Dani talált még kölyök korában a Télapónak kitett cipőjében megbújva, innen ered a neve.

### Morell család
Lucien Morell
Szinkronhangja: Jamada Eiko  (japán), Rudolf Péter (magyar)
A sorozat egyik főszereplője, Anette barátja kisgyerek koruk óta. Édesapját a sorozat kezdete előtt néhány évvel elvesztette, nővére, Marie pedig távol dolgozik, ezért sokat kell segítenie édesanyjának a ház körüli munkákban. Tehetséges a fafaragásban, melyet Peginnel kötött barátsága után tovább csiszol. A Danival való balesete után küldetésének tekinti a fiú meggyógyíttatását.
Elizabeth Morell
Szinkronhangja: Kataoka Tomie  (japán), Némedi Mari (magyar)
Lucien és Marie édesanyja. Nagyon érzékeny és aggódó asszony, aki ennek ellenére próbál szigorú lenni fiával.
Marie Morell
Szinkronhangja: Josida Rihoko  (japán), Détár Enikő (magyar)
Lucien nővére, aki Montreux-ben dolgozik egy hotelben, emiatt ritkán van otthon. Fizetéséből anyagilag segíti a családot.

### További szereplők
Martha néni
Szinkronhangja: Nunami Terue  (japán), Pásztor Erzsi (magyar)
Pierre nagynénje. Korán elvesztette a férjét, azóta egyedül élt, így megörült, amikor Pierre megkérte, hogy költözzön hozzájuk, betölteni a Francine után keletkezett űrt. A szigorú, rendszerető, ám melegszívű asszonyt Anette is hamar megkedveli és szinte nagymamájaként tekint rá.
Nicholas tanár úr
Szinkronhangja: Tokumaru Kan  (japán), Jakab Csaba (magyar)
Anette, Lucien és a többi gyerek tanítója a falu iskolájában. Szigorú, de kedves ember.
Jean
Szinkronhangja: Aoki Kazujo  (japán), Tahi József (1–25. ep.), Lippai László (26–48. ep.) (magyar)
Kövér, néha kötekedő fiú Anette osztályában. Gyakran rivalizál Luciennel.
Anton
Szinkronhangja: Szuzuki Szansi  (japán), Bolba Tamás (1–25. ep.), ? (26–48. ep.) (magyar)
Anette és Lucien barátja és osztálytársa. Gyakran látható együtt Jeannal.
Franz Joseph
Szinkronhangja: Kavasima Csijoko  (japán), Boros Zoltán (magyar)
Új fiú az iskolában. Franz édesapját az épülő vasút miatt helyezték Rossinière-be. Svájc német nyelvű részéről, Kreuzlingenből származik, ezért nehezen beszél franciául, így Nicholas tanár úr arra kéri a gyerekeket, hogy segítsék a nyelvtanulásban. Később Lausanne-ba költözik, de tovább ápolja barátságát a rossinière-iekkel.
Christine
Szinkronhangja: Iizuka Harumi  (japán), ? (magyar)
Anette barna hajú barátnője és osztálytársa.
Marianne
Szinkronhangja: Nakano Szeiko  (japán), ? (magyar)
Anette szőkésbarna hajú barátnője és osztálytársa.
Pegin úr
Szinkronhangja: Ivao Kinsiró  (japán), Simon György (magyar)
Egy remeteként az erdőben élő idős férfi, akivel Lucien jó barátságot köt és lelki társává válik a nehéz percekben. Nagyra értékeli Lucien tehetségét a fafaragásban, tovább tanítja és megfelelő eszközöket is biztosít számára. Pegin valaha jómódú és családjával boldogan élő férfi volt, aki a szerencsejáték rabjává vált és elherdálta a család pénzét. Az anyagi csőd után alkoholizmusa tönkretette a családot, majd bankrablásért börtönbe zárták. Rabságának évei alatt elvesztette feleségét, aki azonban halálos ágyán mindent megbocsátott neki. Szabadulása után egy rossinière-i gazda fogadta bizalmába és adott számára munkát, majd a gazda halála után élt remeteként tovább. Luciennek hála rátalál fiára, aki nem más, mint Dr. Givette.
Fernander úr
Szinkronhangja: ?  (japán), Dobránszky Zoltán (magyar)
Pierre jóbarátja. Egy sajtműhelyt üzemeltet Rossinière-ben, ahol a Bunier család is készíti a sajtját.
Dr. Givette
Szinkronhangja: Jamaucsi Maszato  (japán), Várkonyi András (magyar)
Híres orvos Lausanne-ban, a csonttörések specialistája. Ő végzi el az operációt Dani lábán, hogy újra járhasson. Jómódú családban él feleségével, Elenával, lányával Elizabeth-tel és fiaival, Markkal és Grell-lel.
narrátor: Szinkronhangja: Riba Jukiko  (japán), Simon Mari (magyar)
főcím, stáblista felolvasása: Bozai József

## Epizódok
| # | Epizód címe | Első japán sugárzás  | Első magyar sugárzás |
| --- | --- | -------------------- | -------------------- |
| 1. | Az Alpok gyermekei Annette to Lucien (アンネットとルシエン; Annetto to Rusien; Hepburn: Annetto to Rushien)                                                | 1983. január 9.      | 1995. július 15.     |
| Az 1900-as évek elején, egy kis svájci faluban, Rossinière-ben él a Burnier család: Pierre (az apa), Francine (az anya), Anette (a lányuk), és Bundás (a kutya). Anette nagyon izgatott kisöccse közelgő születése miatt, és eközben az idejét a legjobb barátjával, Lucien Morellel tölti. Lucien édesapja elhunyt, s édesanyjával, Elizabeth-tel él együtt, mivel nővére, Marie távol él és csak ritkán jár haza. A család súlyos anyagi gondokkal küzd. | |                      |                      |
| 2. | A szánkóverseny Szori kjószó no hi ni (ソリ競争の日に; Hepburn: Sori kyōsō no hi ni)                                                                       | 1983. január 16.     | 1995. július 22.     |
| Rossinière-be beköszöntött a tél, s ez remek lehetőséget biztosít a gyerekeknek hógolyózásra és egy szánkóversenyre, amelyet az iskola minden évben megszervez. Ezalatt Anette édesanyja egyre rosszabbul érzi magát. | |                      |                      |
| 3. | Kistestvér érkezik Ai to kanasimi to (愛と悲しみと; Hepburn: Ai to kanashimi to)                                                                           | 1983. január 23.     | 1995. július 29.     |
| A doktor megállapítja, hogy Francine megfázott, s az ápolásnak köszönhetően hamarosan jobban lesz. Nemsokára azonban újra ágynak dől, ezúttal a születendő gyermek miatt. Röviddel azután, hogy Anette hazaér a karácsonyi miséről, kisöccse, Daniel világra jön, az anya azonban belehal a szülésbe. Utolsó szavaival, Anette-re bízza a gyermek felnevelését. | |                      |                      |
| 4. | Új felelősség Okaaszan ni natta Annette (おかあさんになったアンネット; Okaaszan ni natta Annetto; Hepburn: Okaasan ni natta Annetto)                       | 1983. január 30.     | 1995. augusztus 5.   |
| Édesanyja halálával Anette próbálja magára vállalni öccse nevelését és a háztartást, és nem szeretné, ha máshoz kerülne a baba, Nicholas tanár úr engedélyével még az iskolába is elviszi a csöppséget. Az apa, látva, hogy a sok segítség ellenére is túl nagy teher nehezedik a családra, elhívja Martha nénit, a nagynénjét, akivel a kislány még sosem találkozott. | |                      |                      |
| 5. | Az új családtag Atarasii kazoku (あたらしい家族; Hepburn: Atarashii kazoku)                                                                                | 1983. február 6.     | 1995. augusztus 12.  |
| Megérkezik Martha néni Anettékhez. A kislány először fenntartásokkal fogadja a szigorú és rendszerető idős asszonyt, de hamarosan megkedveli, a háznál pedig minden visszaáll a régi kerékvágásba, sőt még egy kisborjú is születik. | |                      |                      |
| 6. | A legelőn Bokudzsó nite (牧場にて; Hepburn: Bokujō nite)                                                                                                   | 1983. február 13.    | 1995. augusztus 19.  |
| Beköszöntött a tavasz, s megkezdődtek a szokásos munkák, így a tehenek kihajtása a legelőre. Pierre segítségül magával viszi Anette-et és Lucient egy hétre. Anette a szokásos túlbuzgóságával lát neki a feladatoknak, s féltékeny Lucienre, aki már a kaszálás fortélyait tanulja. Némi galibát okoz, hogy a kis borjú, Rozetta egy meredek lejtőre kóborol el. | |                      |                      |
| 7. | A sajtkészítés Cheese o cukurou (チーズを作ろう; Csízu o cukurou; Hepburn: Chīzu o tsukurou)                                                               | 1983. február 20.    | 1995. augusztus 26.  |
| Pierre Anette-et és Lucient megismerteti a sajtkészítés folyamatával. Vakációjuk utolsó napján a pataknál horgásznak, amikor egy idegen, németül beszélő fiú, Franz Joseph bukkan fel az édesanyjával. Morellék anyagi helyzete rendeződni látszik. Másnap Nicholas tanár úr bemutatja Franz-ot az iskolában és arra kéri a gyerekeket, hogy segítsék a nyelvtanulásban. Franz édesapját az épülő vasút miatt helyezték Rossinière-be Svájc német ajkú részéről, Kreuzlingenből. | |                      |                      |
| 8. | Az őszi mulatság Akimacuri no hi ni (秋まつりの日に; Hepburn: Akimatsuri no hi ni)                                                                         | 1983. február 27.    | 1995. szeptember 2.  |
| Az iskolában néhány fiú rossz tréfát űz Franz-cal, és belekeverik Lucient is. Anette emiatt mérges lesz Lucienre, aki féltékenyen nézi barátja érdeklődését az új fiú iránt. Az őszi fesztiválon az Anette édesapja által készített sajt díjat nyer. Anette végül kibékül Luciennel, elvégre mégiscsak ő a legjobb barátja. | |                      |                      |
| 9. | Vonat érkezik Mura ni kisa ga jattekita (村に汽車がやって来た; Hepburn: Mura ni kisha ga yattekita)                                                        | 1983. március 6.     | 1995. szeptember 9.  |
| A vasút elérte Rossinière-t, az egész falu ünnepel. Anette és a kis Dani, aki már öt éves, nagyon lelkesek. Mikor a vonat megérkezik, Anette, hogy boldoggá tegye, megengedi öccsének, hogy kicsit felnézzen. Dani azonban elkóborol, s a kalauz egy alvó asszonyt néz az édesanyjának, aki mellé leülteti. Anette utána siet, hogy lehozza, de a vonat elindul és mindketten fent ragadnak. | |                      |                      |
| 10. | Egy kalandos utazás Futari no bóken rjokó (ふたりの冒険旅行; Hepburn: Futari no bōken ryokō)                                                               | 1983. március 13.    | 1995. szeptember 16. |
| Martha néni aggódik, amiért nem találja Danit, a vonat közben Montreux felé robog Anette-tel és öccsével. Az asszony, aki mellé Danit leültette a kalauz, úgy véli, valaki rábízta a kisfiú felügyeletét, amíg meg nem érkezik a célállomásra. Anette ezalatt megpróbál rejtve maradni. A vonat megérkezik a végállomásra, ahol Anette-ék lebuknak, a vasutasokkal való „fogócskájuknak” azonban szerencséjükre Marie is tanúja lesz, aki épp Rossinière-be utazik, így visszakíséri őket. | |                      |                      |
| 11. | A karácsonyi ajándék Christmas no okurimono (クリスマスの贈り物; Kuriszumaszu no okurimono; Hepburn: Kurisumasu no okurimono)                              | 1983. március 20.    | 1995. szeptember 23. |
| Karácsony van. Az istentiszteletről hazatérve Dani arra vágyik, hogy a Mikulás hozzon neki ajándékot, de Pierre elmagyarázza, hogy feléjük, a hegyekben nem jár. Dani azonban mégis bizakodó és titokban kirakja a cipőjét az ablak elé, amelyben reggel egy fiatal hermelint talál. Dani nagyon megörül az új jövevénynek és elnevezi Mikinek. | |                      |                      |
| 12. | Erdei történet Siroi mori no dekigoto (白い森のできごと; Hepburn: Shiroi mori no dekigoto)                                                                 | 1983. március 27.    | 1995. szeptember 30. |
| Két vadász érkezik a rossinière-i erdőbe, akik szórakozásból lőnek az állatokra. Lucien ezt nem hagyja szó nélkül és barátaival móresre akarja őket tanítani: hógörgetegeket zúdítanak rájuk. Lucien bajba kerül, amikor elkapja az egyik vadász, de egy rejtélyes öregember jelenik meg, aki az erdőben él, és elzavarja a vadászokat. | |                      |                      |
| 13. | Bonyolult szívügyek Szurecsigau kokoro (すれ違うこころ; Hepburn: Surechigau kokoro)                                                                        | 1983. április 3.     | 1995. október 7.     |
| Anette kezd felnőni és Martha néni arra tanítja, hogy hogyan legyen nőiesebb és elegánsabb. Egy zsebtükröt is ajándékba ad neki, amit örömmel fogad, de az iskolában Lucien bolondkodása miatt elejti és összetörik, a lány haragját kiváltva. Később Dani meglátogatja Morelléket és megnézi Lucien faragott figuráit, de az egyiket Miki leveri és eltörik. Lucien dühében megcsapja az állatot, Dani mély fájdalmát kiváltva. Lucien hamar megbánja tettét, de Anette azt hiszi, öccsén keresztül akar rajta bosszút állni, amiért az iskolában felpofozta, s e súlyos félreértés miatt barátságuk mély válságba süllyed. | |                      |                      |
| 14. | Egy borzasztó esemény Oszorosii dekigoto (おそろしい出来事; Hepburn: Osoroshii dekigoto)                                                                   | 1983. április 10.    | 1995. október 14.    |
| Nicholas tanár úr megbetegszik, s Anette néhány osztálytársával meglátogatja, Lucien ezalatt Jeannal és Antonnal horgászni mennek. A látogatás hangulatára Anette szíve meglágyul és ki akar békülni Luciennel. Közeledik Anette születésnapja, s Lucien ajándékot készít neki és Daninak is, hogy kiengesztelje a lányt. Ekkor azonban megtörténik a tragédia. Lucien segít Daninak virágot szedni a hegyekben a születésnapi ajándékához. Lucien itt meglepi Danit egy faragott szarvassal, Dani azonban azt mondja neki, hogy Anette nem fogja meghívni a születésnapjára. Lucien ezt nem akarja elhinni – mivel Martha néni korábban biztatta, hogy jöjjön – és annyira feldühödik, hogy Mikit egy szakadék fölé tartva fenyegeti és kéri bocsánatkérésre a kisfiút, a dulakodásban azonban Miki és Dani is a szakadékba zuhan. | |                      |                      |
| 15. | A szakadék mélyén Dani vo taszukete! (ダニーを助けて！; Daní vo taszukete!; Hepburn: Danī wo tasukete!)                                                    | 1983. április 17.    | 1995. október 21.    |
| Lucien teljesen összeomlik és otthon, a szénapadláson rejtőzik el. Édesanyja azonban rátalál, akinek elmondja, hogy mi történt. Rögtön Burnier úrhoz sietnek a szörnyű hírrel, aki kötelet és lámpást vesz magához és együtt a szakadékhoz mennek. Burnier úr leereszkedik a mélységbe, ahol rátalál előbb Mikire, majd Danira. Mindketten túlélték a zuhanást, de Daninak eltört a lába. Lucien némileg megkönnyebbül, de Anette-tel való barátsága úgy tűnik, örökre véget ért. | |                      |                      |
| 16. | Dani kórházban Bjóin (病院; Hepburn: Byōin) | 1983. április 24.    | 1995. október 28.    |
| Lucien képtelen feldolgozni a történteket, magában gyötrődik és rémálmai vannak. Danit Johann doktor javaslatára a château-d'Œx-i kórházba viszik. Marie Lucien nevében is bocsánatot kér Burnier úrtól, de Anette megkeményítette a szívét. | |                      |                      |
| 17. | Az erdei öregember Mori no ródzsin (森の老人; Hepburn: Mori no rōjin)                                                                                      | 1983. május 1.       | 1995. november 4.    |
| Dani arra kéri Anette-et, hogy hozza el neki Lucien faragott szobrát, ami a balesete helyszínén maradt. Lucien az iskolában megpróbál bocsánatot kérni Anette-től, de ez reménytelennek tűnik, ráadásul a lány az egész osztályt ellene hangolta, csak Nicholas tanár úr bízik a fiúban. Lucien tanítás után az erdő magányába vonul, ahol egy faragott antilopot készít. Váratlanul megjelenik az erdei öregember, aki megcsodálja Lucien tehetségét, kicsit csiszol a szobron és arra kéri, látogassa meg. Anette ezalatt megkeresi Lucien szobrát, amit mérgében a szakadékba dob, de később megbánja tettét. | |                      |                      |
| 18. | Dani mankója Dani no macubazue (ダニーの松葉杖; Daní no macubazue; Hepburn: Danī no matsubazue)                                                            | 1983. május 8.       | 1995. november 11.   |
| Egy hónap telt el a baleset óta és Dani már a mankóval járást tanulja. Nicholas tanár úr kirándulásra viszi osztályát, ami egy kis enyhülést hoz Anette és Lucien között. | |                      |                      |
| 19. | Váratlan diagnózis Omoigakenai sindan (思いがけない診断; Hepburn: Omoigakenai shindan)                                                                     | 1983. május 15.      | 1995. november 18.   |
| Daninak nehézségei adódnak a mankóval, így Anette segíti a tanulásban. Lucien befejezi faragott antilopját és elviszi Pegin úrnak, az erdei öregembernek, aki megcsodálja az alkotást és felajánlja a fiúnak, hogy megtanítja a profi fafaragásra és biztosítja az ehhez szükséges eszközöket. Lucien örömmel elfogadja és neki is lát Noé bárkájának elkészítéséhez, melyet Daninak szeretne ajándékozni. Dani ezalatt megtanul rendesen mankóval járni, de mikor eljő a felülvizsgálat napja, az orvos rossz hírt közöl: Dani nem fogja tudni többé behajlítani a térdét, így egész életében mankóval kell járnia. | |                      |                      |
| 20. | A Noé-bárka Noa no hakobune (ノアの方舟) | 1983. május 22.      | 1995. november 25.   |
| Mivel Dani lábáról le lehetett venni a gipszet, a faluban mindenki úgy hiszi, a kisfiú hamarosan felépül, csak Anette és Burnier úr tudja a szörnyű igazságot. Burnier úr nem tudja elfogadni, hogy fiára ekkora teher nehezedik. Lucien Pegin úrnál befejezi Noé bárkáját, de mikor átadná, Anettetől ő is megtudja, hogy mi az igazság Dani lábával. Kétségbeesetten Pegin úrnál keres vigaszt, aki arra biztatja, hogy soha ne adja fel. | |                      |                      |
| 21. | A bűn súlya Cumi no omosza (罪の重さ; Hepburn: Tsumi no omosa)                                                                                             | 1983. május 29.      | 1995. december 2.    |
| Pegin úr elmeséli Luciennek a történetét. A valaha jómódú és családjával boldogan élő férfi a szerencsejáték rabjává vált és elherdálta a család pénzét. Az anyagi csőd után alkoholizmusa tönkretette a családot, majd bankrablásért börtönbe zárták. Rabságának évei alatt elvesztette feleségét, aki azonban halálos ágyán mindent megbocsátott neki. Szabadulása után egy rossinière-i gazda fogadta bizalmába és adott számára munkát, majd a gazda halála után élt remeteként tovább. Saját példáján keresztül arra biztatja Lucient, hogy egy nap elnyerheti Dani bocsánatát. Burnier úr és Anette átviszik Danit a montreux-i kórházba, de az orvos sajnálatosan csak ugyanazt tudja megállapítani, mint château-d'Œx-i kollégája.                                                                                          | |                      |                      |
| 22. | Dani kincsei Dani no takaramono (ダニーの宝物; Daní no takaramono; Hepburn: Danī no takaramono)                                                            | 1983. június 5.      | 1995. december 9.    |
| Burnier úr eladja egyik tehenét, hogy legyen pénzük Dani gyógykezelésére. Lucien egy lószobrot szeretne készíteni, s Pegin úr tanácsára fejleszteni kezdi a látását. Dani megtalálja a faragott Noé bárkáját, amit még Anette hajított dühében egy farakás közé. Látva öccse örömét, Anette nem érti, Dani hogyan tudott ilyen hamar megbocsátani Luciennek. Luciennek lehetősége nyílik Danitól bocsánatot kérni. | |                      |                      |
| 23. | Fájdalmas hazugság Kanasii uszo (悲しい嘘; Hepburn: Kanashii uso)                                                                                          | 1983. június 12.     | 1995. december 16.   |
| Lucien Pegin úrtól ajándékba kap néhány faragókést, és egyre jobban tudatosul benne, hogy a fafaragás az életcélja. Neki is lát a tervbe vett lószobor kifaragásának. Morellék is megtudják, hogy Dani lába nem gyógyulhat meg, ezért meglátogatják Burnier-éket, Dani azonban véletlenül meghallja beszélgetésüket. | |                      |                      |
| 24. | Anette könnyei Annette no namida (アンネットの涙; Annetto no namida)                                                                                       | 1983. június 19.     | 1995. december 23.   |
| Danit nagyon felkavarja, amikor véletlenül meghallja a felnőttek beszélgetését arról, hogy nem gyógyulhat meg a lába, s a szobájába zárkózik. Burnier úr próbálja elmagyarázni fiának, hogy az ő érdekében nem mondták még el az igazat, s minden gyógymódot meg fognak próbálni, de Danit bántja, hogy mindenki hazudott neki. Anette-et és a felnőtteket is felzaklatják a történtek, Morell asszony rosszul is lesz. Másnap reggel Dani Mikivel megszökik hazúról, és a hermelin után bemegy egy barlangba, ahol belezuhan egy gödörbe, melyből nem tud kimászni. Anette és Burnier úr Bundás szaglásának köszönhetően rátalál, Dani pedig a szörnyű kaland után örül, hogy újra családjával lehet. | |                      |                      |
| 25. | Egy felejthetetlen élmény Omoide no bokudzsó (おもいでの牧場; Hepburn: Omoide no bokujō)                                                                   | 1983. június 26.     | 1995. december 30.   |
| Eljött a nyári vakáció ideje, ami együtt jár a tehenek kihajtásával a legelőre. Dani életében először megy ki a hegyi kunyhóba segíteni apjának és nővérének. Ezúttal Anette-tal való haragja miatt Lucien nem tart velük, hanem Burnier úr ötletére Fernander úr sajtműhelyében segédkezik. A műhelybe apjával ellátogat Dani is, akinek Lucien megmutatja a sajtkészítést. Lucien boldog, hogy Dani már gond nélkül tud közlekedni a mankóval, és úgy tűnik, hogy bár Anette még mindig nem tudja látni Lucient, iránta érzett haragja kezd elmúlni. | |                      |                      |
| 26. | Kirándulás a tóhoz Tói kumo tói hibi (遠い雲 遠い日々; Hepburn: Tōi kumo tōi hibi)                                                                         | 1983. július 3.      | 1996. január 6.      |
| Dani kipróbálja, milyen tehenet fejni. A tejből később sajtot készítenek Fernander úr műhelyében. Mivel Anette Lucien miatt most sem akar menni, édesapja felhívja a figyelmét a megbocsájtás fontosságára. A gyerekek egy kirándulást szerveznek egy közeli tóhoz. | |                      |                      |
| 27. | A nagy hegymászás Nicholas szenszei no osiegotacsi (ニコラス先生の教え子たち; Nikoraszu szenszei no osiegotacsi; Hepburn: Nikorasu sensei no oshiegotachi) | 1983. július 17.     | 1996. január 13.     |
| Daninak véget ért a hegyekben töltött idő, mivel másnap orvosi vizsgálat vár rá. Nicholas tanár úr fellátogat a hegyekbe, hogy ritka hegyi virágokat keressen és tanítványai is csatlakoznak hozzá. Hirtelen vihar kerekedik, amit sűrű köd követ és a tanár úr egy szakadékban ragad. Anette a ködöt kihasználja, hogy ha nem is szemtől szemben, de kibéküljön Luciennel, de végül összeveszik Jeannal. A gyerekeket csillapítani akaró Nicholas visszacsúszik a szakadékba, és a sérülései miatt Anette-éknél kényszerül megpihenni. | |                      |                      |
| 28. | Az iskolai kiállítás Tenrankai ni mukete (展覧会にむけて)                                                                                                  | 1983. július 31.     | 1996. január 20.     |
| Véget ért a nyár, a legelőkről hazaterelik az állatokat. A gyerekek az éves iskolai kiállításra készülnek: Anette egy mellényt köt Daninak, Lucien pedig a faragott lovával készül, amit már régóta készít és később Daninak szeretné majd adni. Dani leesik a lépcsőről és megrándul a lába, Martha néni ezért átküldi Anette-et Morellékhez borsmentáért, ahol a lány meglátja Lucien faragott lovát. Anette-ben a szobor láttán feltörnek a régi rossz emlékek, a szívét egy pillanatra elönti a gyűlölet és az irigység és összetöri a lovat. | |                      |                      |
| 29. | Összetört álmok Kovaszareta jume (こわされた夢; Hepburn: Kowasareta yume)                                                                                  | 1983. augusztus 7.   | 1996. január 27.     |
| Lucien sejti, hogy Anette törte össze a lovát, de nem meri szembesíteni a lányt tettével. Mivel eltört, a kiállításon Lucien szobra nem vesz részt, így Anette mellénye nyeri az első díjat. Lucien összetörik, Anette pedig szörnyű bűntudatot érez. | |                      |                      |
| 30. | A megbánás könnyei Kókai no namida (後悔の涙; Hepburn: Kōkai no namida)                                                                                    | 1983. augusztus 14.  | 1996. február 3.     |
| Anette-et szörnyű bűntudat és rémálmok gyötrik, de senkinek nem meri bevallani tettét. Bocsánatot szeretne kérni Lucientől, de a fiú eltűnik, s iskola után osztálytársai sem találják, csak késő este megy haza. Édesanyja számon kéri, de ő sem érti fia igazi problémáját: Lucient nem az bántja, hogy eltört a szobra, hanem, hogy azt Anette tette vele. Lucien ígérte ellenére másnap sem megy iskolába. | |                      |                      |
| 31. | Lucien eltűnése Tóge e cuzuku micsi (峠へつづく道; Hepburn: Tōge e tsuzuku michi)                                                                          | 1983. augusztus 21.  | 1996. február 10.    |
| Lucien világgá megy. Anette jobban aggódik miatta, mint valaha és Pegin úrhoz fordul segítségért, aki elmondja, hogy Lucient gyötri a bűntudat a Danival történtek miatt. Anette megérti, hogy eljött az ideje megbocsátani barátjának. | |                      |                      |
| 32. | Eredménytelen kutatás Cutaetai sindzsicu (伝えたい真実; Hepburn: Tsutaetai shinjitsu)                                                                      | 1983. augusztus 28.  | 1996. február 17.    |
| Lucien mikor egy hágón túl megpillant egy általa még ismeretlen tájat, egy pillanatra elcsábul az új élet reményétől, de nem tudja hátrahagyni családját és barátait, így hazaindul. Otthon mindenki aggódik Lucienért, de a keresése nem zárul sikerrel. Lucien a sötétben egy erdőn vág keresztül, hogy lerövidítse az utat, de eltéved. Szerencséjére Rudolf, egy közeli tanyán lakó bernáthegyi kutya kivezeti őt a sűrűből. Lucien alapos fejmosást és büntetést kap otthon, de mindenki örül, hogy épségben hazatért. Anette az iskolában megpróbál bocsánatot kérni Lucientől, de a fiú nem akar vele beszélni. | |                      |                      |
| 33. | Egy bátor vallomás Júki aru kokuhaku (勇気ある告白; Hepburn: Yūki aru kokuhaku)                                                                            | 1983. szeptember 11. | 1996. február 24.    |
| Lucien, Jean és Anton azzal űznek tréfát, hogy békával ijesztgetik a lányokat. Lucien többször is csurom víz lesz, és megfázik. Anette elmondja Martha néninek, hogy mi nyomja a szívét. Lucien elhatározza, ha meggyógyul elmegy Peginhez és újrakezd mindent elölről. | |                      |                      |
| 34. | Isten veled, Franz! Szajónara Franz (さようならフランツ; Szajónara Furancu; Hepburn: Sayōnara Furantsu)                                                    | 1983. szeptember 18. | 1996. március 2.     |
| Franz családjával Lausanne-ba költözik, ezért iskolát kell váltania. Ezt Franz és osztálytársai is nehezen fogadják, legfőképp Marianne, aki egy hímzett kendőt készít neki. Franz Anette-et és Lucient arra kéri, hogy béküljenek ki, mert a barátság mindennél fontosabb. Lucien búcsúajándékként egy sast farag barátjának. | |                      |                      |
| 35. | A vallomás Kokoro no tobira o hiraite (心の扉をひらいて)                                                                                                   | 1983. szeptember 25. | 1996. március 9.     |
| Rossinière-be beköszönt a tél. Miki egy nőstény hermelinnel eltűnik, Dani nagy bánatára. Anette az állat keresésére indul, de hóvihar tör ki és a jeges vízbe is belesik. A teljesen átfagyott lányra azonban véletlenül épp Lucien talál rá és segít neki. Anette végre szemtől szemben is bocsánatot kérhet a fiútól, akinek boldogság tölti el a szívét, így barátságuk újra a régi lesz. | |                      |                      |
| 36. | A kibékülés Jomigaetta júdzsó (よみがえった友情; Hepburn: Yomigaetta yūjō)                                                                                 | 1983. október 2.     | 1996. március 16.    |
| Lucien szánkóján hazaviszi Anette-et, megmentve a lány életét. Mindketten boldogok, hogy barátságuk újra a régi. Még aznap este Miki is hazatér. Anette úgy érzi, az lesz a legjobb, ha mindenkinek elmondja az igazat, hogy mit tett Lucien faragott lovával. Először Nicholas tanár úrt látogatja meg, akinek bemutatja Lucien tehetségét a Noé bárkájáról hozott állatszobrokkal. Elmagyarázza, hogy Lucien is indulni szeretett volna a versenyen, de ő összetörte a szobrát, s vissza szeretné adni a díjat, mivel az Lucient illeti. Arra kéri a tanár urat, hogy ő adja át neki személyesen. | |                      |                      |
| 37. | Az örök fogadalom Futari no takaramono (二人のたからもの)                                                                                                  | 1983. október 9.     | 1996. március 23.    |
| Nicholas tanár úr Anette kérésére bemutatja az osztály előtt a faragott Noé bárkáját és átadja Luciennek a díjat. Anette és Lucien végül abban állapodnak meg, hogy mindkettőjüké lesz a könyv és havonta átadják egymásnak barátságuk szimbólumaként. Később Lucien bemutatja Anette-nek Pegin mestert. Dani eléjük megy, de megfájdul a lába. Lucienben és Anette-ben ismét előtörnek a rossz emlékek, de ezúttal sikerül felülkerekedniük negatív érzéseiken. | |                      |                      |
| 38. | A szánkóverseny Lucien no csikai (ルシエンの誓い; Rusien no csikai; Hepburn: Rushien no chikai)                                                            | 1983. október 16.    | 1996. március 30.    |
| Közeledik az iskolai szánkóverseny, így a gyerekek szorgalmasan gyakorolnak. Dani is el szeretne indulni a versenyen. Anette vállalja a felkészítését, Lucien pedig készít egy neki megfelelő, speciális szánkót. Végül eljő a nagy nap, ahol az idősebbek versenyét Anette és Lucien nyeri holtversenyben, a kisebbek csoportjában versenyző Dani pedig, ugyan leesik a szánkóról, de végül teljesíti a távot a közönség tapsvihara közepette. | |                      |                      |
| 39. | Átkelés a hegygerincen Fubuki no tóge o koete (吹雪の峠をこえて; Hepburn: Fubuki no tōge o koete)                                                          | 1983. október 23.    | 1996. április 6.     |
| Lucien megtudja Marie-tól, hogy Montreux-ben tartózkodik egy kiváló orvos, Dr. Givette, aki a csonttörések specialistája és talán meggyógyíthatja Dani lábát. Bár a vizsgálat nagyon drága és a doktor másnap indul vissza Lausanne-ba, Lucien elhatározza, hogy megkeresi az orvost. Pegin mesterhez fordul anyagi segítségért, aki már régóta gyűjti a pénzt, hogy egyszer megsegítsen vele valakit. Mikor Lucien elmondja, hogy Dr. Givette-nek adná, hogy megvizsgálhassa Dani lábát, Pegin habozás nélkül odaadja, hogy „törlessze adósságát”. Lucien elindul, hogy átkeljen a hegygerincen, de szörnyű hóvihar tör ki. | |                      |                      |
| 40. | Gyerünk, Lucien! Tacsiagare Lucien (立ち上がれ ルシエン; Tacsiagare Rusien; Hepburn: Tachiagare Rushien)                                                   | 1983. október 30.    | 1996. április 13.    |
| Lucien kimerül és összeesik a hóviharban. Burnier úr a keresésére indul, de a kemény idő miatt kénytelen visszafordulni. Lucien már kezdi feladni, de az esély Dani lábának gyógyulására erőt ad neki, és végül átkelve a hegygerincen eljut Montreux-be. | |                      |                      |
| 41. | Megvizsgálná Danit? Dani o mite kuremaszu ka (ダニーを診てくれますか; Daní o mite kuremaszu ka; Hepburn: Danī o mite kuremasu ka)                          | 1983. november 6.    | 1996. április 20.    |
| Ezernyi nehézség után Lucien sikerrel megtalálja Dr. Givette-et. Miután a fiú elmondja, hogy miért kelt át a hóviharban a hegygerincen, és átadja a Pegin mestertől kapott pénzt és az öreg üzenetét, Dr. Givette úgy dönt, Luciennel Rossinière-be utazik, hogy megnézze Dani lábát. Megvizsgálva Danit, jó esélyt lát a gyógyulására, de ehhez Lausanne-ba kell utaznia a kórházba. Mivel Dani egyedül nem akar menni, ezért Anette is vele tart. | |                      |                      |
| 42. | Az öreg Pegin titka Pegin dzsiiszan no himicu (ペギンじいさんの秘密; Hepburn: Pegin jiisan no himicu)                                                      | 1983. november 13.   | 1996. április 27.    |
| Dr. Givette-et nem hagyja nyugodni, hogy kitől származhatott a pénz, amit Lucien átadott neki. S bár Lucien, tartva a szavát, nem árulta el neki, Anette elvezeti Pegin úrhoz. Lucien épp látogatóban van Peginnél, aki aggódott a montreaux-i nehéz utazása miatt. Miközben beszélnek, Dr. Givette megérkezik és Peginben rögtön felismeri az édesapját, aki évtizedekkel ezelőtt hagyta el családot. A pénzt visszaadja apjának, és arra kéri tartson vele Lausanne-ba a családjához. A következő napon Anette és Dani könnyes búcsút vesznek, és Dr. Givette-tel indulnak Lausanne-ba, ahol a kis Danit fogják műteni. | |                      |                      |
| 43. | Lausanne, a remény városa Kibó no macsi Lausanne (希望の町 ローザンヌ; Kibó no macsi Rózannu; Hepburn: Kibō no machi Rōzannu)                              | 1983. november 20.   | 1996. május 4.       |
| Anette és Dani megérkeznek Dr. Givette-tel Lausanne-ba, s egyszerre találják félelmetesnek és szépnek a számukra ismeretlen várost. Megismerkednek Dr. Givette családjával és szolgálóival, akik kedvesen fogadják őket, csak a legidősebb lány, Elizabeth kezeli őket ridegséggel. Bár még csak egy kis idő telt el, Anette már most vágyakozik haza. | |                      |                      |
| 44. | A Givette család tagjai Givette-ka no hito bito (ギベット家のひとびと; Gibetto-ka no hito bito)                                                            | 1983. november 27.   | 1996. május 11.      |
| Dani bekerül a kórházba, várva, hogy megműtsék a lábát. Anette most először válik el a testvérétől, és úrrá lesz rajta a reménytelenség és a honvágy. Elizabeth hidegsége csak tovább ront a nehéz helyzetben, de Mrs. Givette – aki szinte megszólalásig hasonlít Anette édesanyjára – kedves szavai erőt adnak Anette-nek. | |                      |                      |
| 45. | Az operáció Sudzsucu no hi (手術の日; Hepburn: Shujutsu no hi)                                                                                             | 1983. december 4.    | 1996. május 18.      |
| Eljő az operáció napja, mindenki nagyon ideges, míg Dani a műtőben van. Az operáció tökéletesen sikerül, így Daninak nem kell többé mankóval járnia és jó esélye van a teljes gyógyulásra. | |                      |                      |
| 46. | A gyógyulás Szaikai (再会; Hepburn: Saikai) | 1983. december 11.   | 1996. május 25.      |
| Anette levelével az örömhír Dani operációjának sikeréről megérkezik Rossinière-be is. Daninak bár még fáj a lába, jól viseli a műtét utáni kezelést. Anette-et meglátogatja Franz, aki Lucien leveléből értesült, hogy Anette-ék is Lausanne-ban vannak és bemutatja neki a város nevezetességeit. Anette a korábban rideg Elizabeth-tel is barátságot köt. A Dani lábát húzó súlyt végre leveszik. | |                      |                      |
| 47. | A hazatérés Kagajaku hikari no nakade (輝く光の中で; Hepburn: Kagayaku hikari no nakade)                                                                   | 1983. december 18.   | 1996. június 1.      |
| Két hónap telt el, mióta Anette és Dani elhagyta Rossinière-t. Burnier úr és Lucien Lausanne-ba utaznak meglátogatni Anette-éket, és vendégül látja őket a Givette család. Anette, Lucien és Franz örök barátságot esküdnek. Dr. Givette leveszi Dani lábáról a gipszet, aki ezután képes lesz behajlítani a térdét. A doktor megállapítja a gyógyulást mindenki örömére. Dani két hétig gyakorolja a járást, utána Anette-ék hazatérhetnek. | |                      |                      |
| 48. | Az évzáró Júdzsó jo eien ni (友情よ 永遠に; Hepburn: Yūjō yo eien ni)                                                                                      | 1983. december 25.   | 1996. június 8.      |
| Pegin mester elutazik Lausanne-ba a fiához, Dr. Givette-hez. Marie férjhez megy és Montreux-ben telepednek le. Anette-ék osztályának eljő a ballagás ideje. Mindenki izgatott, de egy kicsit szomorú is egyben, mert ezután mindenki más úton fog járni, és sokan elhagyják Rossinière-t, de ígéretet tesznek, hogy örök barátok lesznek. | |                      |                      |

## Zene
A sorozat zenéjét Hirosze Rjóhei szerezte. Nyitódala az Annette no aoi szora (アンネットの青い空; Annetto no aoi szora; Hepburn: Annetto no aoi sora), záródala az Edelweiss no siroi hana (エーデルワイスの白い花; Éderuvaiszu no siroi hana; Hepburn: Ēderuwaisu no shiroi hana), mindkettőt Han Keiko énekli.